# Mauno Jussila
Pour les articles homonymes, voir Jussila.
Mauno Nikolai Jussila (né le 15 août 1908 à Vahto  et mort le 3 novembre 1988 à Turku) est un homme politique finlandais,,. 

## Biographie

### Carrière politique
Mauno Jussila est député de la circonscription sud du comté de Turku du 21 juillet 1951 au 22 mars 1970.
Il est vice-ministre des Finances des gouvernements Fagerholm II (3 mars 1956–26 mai 1957), Fagerholm III (29 août 1958–12 janvier 1959) et Karjalainen I (1er novembre 1963–12 décembre 1963).
Il est ministre des Finances du gouvernement Karjalainen I (13 décembre 1963–17 décembre 1963), vice-ministère des Affaires sociales du gouvernement Miettunen I (14 juillet 1961–12 avril 1962) ainsi que ministre de l'Agriculture du gouvernement Virolainen (12 septembre 1964–26 mai 1966),.